# Fanellia fraseri
Fanellia fraseri is een zachte koraalsoort uit de familie Primnoidae. De koraalsoort komt uit het geslacht Fanellia. Fanellia fraseri werd in 1915 voor het eerst wetenschappelijk beschreven door Hickson. 